# Phyllophaga platti
Phyllophaga platti är en skalbaggsart som beskrevs av Saylor 1935. Phyllophaga platti ingår i släktet Phyllophaga och familjen Melolonthidae. Inga underarter finns listade i Catalogue of Life.